# Konrad Heidner
Konrad „Konny“ Heidner (* 31. Dezember 1939; † 17. März 2025 in Fürth) war ein deutscher Fußballspieler.

## Karriere

### Vereine
Heidner begann 13-jährig in der Jugendabteilung der SpVgg Fürth mit dem Fußballspielen und rückte zur Saison 1957/58 in die Erste Mannschaft unter Trainer Jenő Csaknády auf, der er bis Saisonende 1961/62 in der Oberliga Süd angehörte. In der Saison 1958/59 erstmals in der Spielklasse eingesetzt, erzielte er in seinen ersten 18 Punktspielen vier Tore, in der Folgesaison sieben in 14 Punktspielen. Am 3. Januar 1960 (16. Spieltag) beim 4:0-Sieg im  Heimspiel gegen Eintracht Frankfurt brach er sich das Bein bei dem Zusammenstoß mit dem Frankfurter Spieler Eberhard Schymik und fiel daraufhin für den Rest der Saison aus. Nachdem er sich durch hartes Training wieder an den alten Leistungsstand herangearbeitet hatte, passierte das zweite Missgeschick. Im Juli 1960, noch vor dem Saisonstart, stand er mit seiner Mannschaft in einem „Totospiel“ dem VfL Neustadt gegenüber, in dem er nach einem Abwehrversuch des gegnerischen Verteidigers den zweiten Beinbruch erleiden musste. Durch die langanhaltende Genesungszeit verlor er abermals den Anschluss; in seiner letzten Saison bestritt er lediglich fünf Punktspiele.
Für die Amateurmannschaft der SpVgg Fürth war er in zwei Saisons aktiv, zunächst in der 2. Amateurliga Süd und Abstieg bedingt in der Bezirksliga Süd. Danach stürmte er für den ASV Zirndorf aus der gleichnamigen mittelfränkischen Stadt in der 1. Amateurliga Bayern. Nach Fürth zurückgekehrt, spielte er ein letztes Mal für die Amateurmannschaft der SpVgg Fürth – in der A-Klasse Mittelfranken, Gruppe 4.
Nachdem er sich in einem Reservespiel gegen den VfR Pforzheim den Ellbogen ausgekugelt hatte, beendete Heidner seine Karriere als Aktiver. Später spielte er noch hobbymäßig für die dritte Mannschaft von Greuther Fürth und agierte als Nachwuchstrainer, wobei er auch seinen jüngsten Sohn zum Verein holte.

### Auswahl-/Nationalmannschaft
Als 17-Jähriger gehörte er der bayerischen Jugendauswahl an, später der süddeutschen. Gemeinsam mit seinem Vereinsmitspieler Werner Schneider folgte er einer Einladung zum DFB-Lehrgang in Duisburg unter dem damaligen Jugendnationaltrainer Helmut Schön. Einen bleibenden Eindruck hinterlassend, folgte kurz darauf die Berufung in die DFB-Jugendauswahl „A“.
Als Nationalspieler debütierte er am 12. März 1958 in Bolton beim 2:1-Sieg der DFB-Jugendauswahl „A“ gegen die der Auswahl Englands; beide Tore wurden durch ihn erzielt. Er nahm im selben Jahr am UEFA-Juniorenturnier teil und bestritt vom 2. bis 9. April vier Gruppenspiele, wobei er in den ersten beiden, beim 2:1-Sieg über die Auswahl Österreichs in Saarbrücken und beim 3:1-Sieg über die Auswahl der Tschechoslowakei in Trier jeweils ein Tor erzielte. Die beiden unentschiedenen Spiele gegen die Auswahlen Belgiens (2:2 in Übach-Palenberg) und Italiens (1:1 in Saarbrücken) reichten nicht für einen weiteren Turnierverlauf aus. Sein letztes Länderspiel bestritt er am 15. Mai 1958 in Flensburg beim 4:2-Sieg über die Auswahl Dänemarks, zudem er mit einem Tor beitrug.

## Tod
Am 17. März 2025 starb Heidner im Alter von 85 Jahren in Fürth und hinterließ drei Söhne.